# Rio Colbu (Moldova)
O Rio Colbu (Moldova) é um rio da Romênia, afluente do Moldova, localizado no distrito de Suceava.